# Adelhaid magyar királyi hercegnő
Árpád-házi Adelhaid (ismert még mint Magyarországi Adelhaid, csehül: Adléta Uherská; 1106 körül – Prága, Cseh Fejedelemség, 1140. szeptember 15.), az Árpád-házból származó magyar királyi hercegnő, Álmos herceg és Kijevi Predszláva legidősebb leánya, I. Béla magyar király testvére, aki I. Přemysl Szobeszlávval kötött házassága révén cseh fejedelemné 1125-től 1140-es haláláig. Két későbbi cseh uralkodó, II. Szobeszláv és II. Vencel fejedelmek édesanyja.

## Származása
Adelhaid királyi hercegnő 1106 körül született a magyar uralkodódinasztia, az Árpád-ház tagjaként. Apja Álmos herceg, I. Géza magyar király és Loozi Zsófia királyné fia volt. Apai nagyapai dédszülei I. Béla magyar király és Lengyelországi Richeza (II. Mieszko lengyel fejedelem leánya) voltak. Édesanyja a Rurik-dinasztia tagja, Predszláva kijevi hercegnő, Szvjatopolk Izjaszlavics kijevi nagyfejedelem és egy ismeret nevű cseh hercegnő leánya volt. Anyai nagyapai dédszülei Izjaszláv Jaroszlavics kijevi nagyfejedelem és Lengyelországi Gertrúd (szintén II. Mieszko lengyel fejedelem leánya), míg anyai nagyanyai dédapja II. Spytihněv cseh fejedelem volt.

## Házassága és gyermekei
Adelhaid hercegnő férje a cseh uralkodódinasztiából, a Přemysl-házból való I. Szobeszláv cseh fejedelem lett. Szobeszláv volt II. Vratiszláv cseh király és Lengyelországi Świętosława királyné (I. Kázmér lengyel fejedelem leányának) fia. Házasságukra 1123 körül került sor. Kapcsolatukból összesen öt gyermek született. Gyermekeik:
- Ulászló herceg (?–1165), Olmütz hercege
- Mária hercegnő (1125 körül –1172), előbb IV. Lipót osztrák őrgróf majd III. Herman badeni őrgróf felesége
- Szobeszláv (1128 körül –1180), Csehország fejedelme 1173 és 1178 között
- Ulrik herceg (1134–1177), Olmütz hercege
- Vencel herceg (1137–1192), 1191 és 1192 szintén cseh fejedelem